# Ciprinicultură
Ciprinicultura (sau carpicultura) este o ramură a pisciculturii care se ocupă, în special, cu creșterea crapului (Cyprinus carpio). Crapul este o specie foarte reproductivă și permite valorificarea la maxim a iazurilor. Împreună cu crapul, se pot crește carasul argintiu, șalăul, coregonul, hipoftalmictisul și alte specii valoroase de pește pentru a utiliza mai eficient rezervele de hrană naturală din iazuri și pentru a le mări productivitatea piscicolă.

## Sursă
- Enciclopedia sovietică moldovenească, Chișinău, 1972, vol. 3, p. 222